# 比嘉鈴代
比嘉 鈴代（ひが すずよ、1977年6月9日 - ）は、QAB琉球朝日放送のアナウンサー。

## 来歴・人物
沖縄県うるま市（旧具志川市）宮城島出身。大学卒業後は地元でモデルのような仕事をしていたようで、2001年、地元の大手ビールメーカーであるオリオンビールのキャンペーンガールズの一員を務めた。2002年QAB入社。沖縄県地上デジタル放送推進大使QAB代表に任命された。
趣味はスキューバダイビング、地元沖縄での食べ歩きなど。
弟がいる。

## 担当番組
- Qプラス
- Cinema Paradiso - 以前番組公式ページ上でブログ『スズログ』を展開していた

## 過去の担当番組
- ステーションQ